# 達雲
達 雲（たつ うん、1551年 - 没年不詳）は、明代の軍人。字は騰霄、号は東楼。本貫は涼州衛。

## 生涯
勇敢で智略に長けていた。万暦年間、指揮僉事の職を世襲した。守備に抜擢され、粛州游撃将軍に進んだ。1591年（万暦19年）、炒胡児が侵入すると、達雲は参将の楊濬とともにこれを撃破し、西寧参将に転じた。
順義王アルタンの甥のエンケダラの率いるヨンシエブが青海で強盛となり、西寧の副将の李魁を誘殺した。1595年（万暦23年）9月、ヨンシエブが南川に侵入すると、達雲は兵に要害を設置させ、チベット人に朶爾峡口の外に回り込ませ、ひそかにヨンシエブ軍の後背につかせた。達雲が精鋭の兵2000ばかりを率いて会戦におよぶと、チベット人の伏兵が姿を現し、ヨンシエブ軍を両面から挟撃して破った。達雲は手ずから将軍1人を斬り、680人あまりを斬首した。峡谷の外に逃れたヨンシエブ兵は、チベット人に殲滅された。勝利が報告されて副総兵に進んだ。
青海部の火落赤・真相らがチベットの剌卜爾寨を包囲した。チベット人たちは火落赤らに降り、合流して明領に侵入し西川に迫った。達雲が諸軍を率いて康纏溝に陣営を置くと、青海部とチベット人の連合軍に包囲された。達雲は左右に転戦し、朝方から夕刻まで数十度にわたって合戦した。連合軍は長鎗鉤杆で明の西寧軍を突き崩そうとしたが、西寧軍の堅陣を突破できず、撤退をはじめた。明軍は数十里にわたって追撃し、凱旋した。達雲は都督同知に抜擢され、涼州衛指揮使の位を子孫に世襲することが認められた。ヨンシエブが連続して鳴沙・上谷に侵入したが、達雲はいずれもこれを撃退した。総兵官に任じられ、延綏に駐屯した。ほどなく甘粛総兵官に転じた。1598年（万暦26年）、ヨンシエブが再び西寧に侵攻し、参将の趙希雲らが陣没すると、達雲は敗戦の罪に問われて俸給を停止された。
このころ松山部の賓兎・阿赤兎・宰僧・著力兎らが甘州と寧州の間にあり、しばしば甘粛の明領を侵犯していた。このため巡撫の田楽が松山部討伐の作戦を立てた。達雲は副将の馬応龍・姜河・王鉄塊らとともに道を分けて進軍し、松山部を襲撃した。松山部の部衆は賀蘭山に逃亡し、明軍は松山部の根拠地を全て陥落させた。達雲は功により右都督に進み、指揮僉事の位の世襲を認められた。ほどなく青海部が五道に分かれて河西回廊に侵攻してきたが、明軍の防備は固く、170あまりの首級を挙げた。達雲は功により左都督に進んだ。松山部が旧根拠地を奪回しようと侵入したが、達雲は険阻な地に拠ってこれを迎撃し、160人を斬首した。達雲は太子少保の位を加えられた。
1605年（万暦33年）、松山部の銀定・歹成が鎮番に侵攻した。達雲は副将の柴国柱を派遣してこれを撃退した。ほどなく青海部がまた侵入すると、達雲は兵を分けて迎撃し、その首長の沙頼を生け捕りにし、残余を敗走させた。1607年（万暦35年）、松山・青海2部がまた涼州衛を侵犯すると、達雲は紅崖で迎撃して勝利し、130人あまりを斬首した。後に秋防の軍中で死去した。太子太保の位を追贈された。諡は英烈武侯といった。

## 子女
- 達奇策（長男、大靖参将）
- 達奇勛（次男、万暦末年に昌平総兵官となった）